# Helmut Timm
Helmut Timm (* 4. November 1948 in Zarenthin; † 11. August 2015) war ein deutscher Jugend- (FDJ) und Parteifunktionär (SED).

## Leben
Timm, Sohn eines Landwirtes, besuchte die Polytechnische Oberschule und erlernte anschließend den Beruf des Agrotechnikers. 1964 trat er der Freien Deutschen Jugend (FDJ) und 1968 der Sozialistischen Einheitspartei Deutschlands (SED) bei. Ab 1966 war er hauptamtlicher FDJ-Funktionär in Demmin. Nach seinem freiwilligen Wehrdienst in der Nationalen Volksarmee von 1966 bis 1969 wurde Timm Sekretär der FDJ-Kreisleitung Demmin und nach erfolgreichem Abschluss der SED-Bezirksparteischule Erster Sekretär der FDJ-Kreisleitung Demmin. Diese Funktion übte er bis 1974 aus. Von 1974 bis 1977 studierte er an der Parteihochschule „Karl Marx“ und schloss das Studium als Diplom-Gesellschaftswissenschaftler ab. Anschließend war er Sekretär für Arbeiterjugend der FDJ-Kreisleitung Neubrandenburg. Von Januar 1978 bis September 1984 war Timm Erster Sekretär der FDJ-Bezirksleitung Neubrandenburg (Nachfolger von Gert Rademacher) und Mitglied der SED-Bezirksleitung ebenda. Von 1978 bis 1985 gehörte er als Mitglied dem Zentralrat der FDJ an. Von Januar 1986 bis 1989 fungierte er schließlich als Erster Sekretär der SED-Kreisleitung Neubrandenburg (Nachfolger von Dieter Müller). Im Februar 1986 wurde er auf der Bezirksdelegiertenkonferenz erneut in die SED-Bezirksleitung Neubrandenburg und dessen Sekretariat gewählt.